# Kostel svatého Václava (Brumov-Bylnice)
Kostel svatého Václava v Brumově, části města Brumov-Bylnice, pochází ze 14. století. Farní kostel byl vystaven na místě, kde stával malý gotický kostel, který byl ale během staletí přebudován a rozšířen až získal dnešní podobu. Kostel zdobí nástěnné malby a fresky, které pochází od vídeňského malíře J. Reinera. Zvon z roku 1671 je zasvěcen Nejsvětější Trojici. Na dřevěné polychromované kazatelně byly původně umístěny sošky evangelistů, které ale byly v roce 1997 ukradeny. V roce 2005 je nahradily kopie.